# روبرتسون ديفيز
روبرتسون ديفيز (بالإنجليزية: Robertson Davies)‏ (1913 – 1995 م) هو كاتب وروائي وكاتب مسرحي، وبروفيسور، وعالم موسيقى، وصحفي، وناقد أدبي كندي، ولد في أونتاريو، وكان عضوًا في الجمعية الملكية للأدب، توفي في أورنجفيل، أونتاريو، عن عمر يناهز 82 عاماً، بسبب نوبة قلبية.

## التعليم
تعلم في كلية باليول بجامعة اوكسفورد، وكلية كندا العليا، وجامعة كوينز.

## جوائز وترشيحات
حصل على جوائز منها:
جوائز
- وسام أونتاريو
- زمالة الجمعية الملكية الكندية
- جائزة الحاكم العام للروايات باللغة الإنجليزية [الإنجليزية]‏ (1972)
- جائزة مولسون [الإنجليزية]‏ (1988)

ترشيحات
- جائزة بوكر الأدبية (1986)
- جائزة هاميت [الإنجليزية]‏ (1991)
- جائزة الحاكم العام للروايات باللغة الإنجليزية [الإنجليزية]‏ (1971)

ترشح لـ:
- جائزة هاميت [الإنجليزية]‏، عن عمل: مزيد من الأرواح السائرة (رواية) (1991)
- جائزة بوكر الأدبية، عن عمل: ما ينبت في العظام (رواية) (1986)
- جائزة الحاكم العام للروايات باللغة الإنجليزية [الإنجليزية]‏، عن عمل: المانتيكور (رواية) (1971).

## وصلات خارجية
- روبرتسون ديفيز على موقع IMDb (الإنجليزية)
- روبرتسون ديفيز على موقع الموسوعة البريطانية (الإنجليزية)
- روبرتسون ديفيز على موقع ميوزك برينز (الإنجليزية)
- روبرتسون ديفيز على موقع قاعدة بيانات برودواي على الإنترنت (الإنجليزية)
- روبرتسون ديفيز على موقع إن إن دي بي (الإنجليزية)
- روبرتسون ديفيز في قاعدة بيانات الأفلام على الإنترنت